# أنقليس الثعبان الأبتر
أنقليس الثعبان الأبتر (الاسم العلمي: Muraenichthys schultzei) هو نوع من الأسماك، يتبع فصيلة الأنقليس الثعباني.